# 58 miljoen Nederlanders
58 miljoen Nederlanders was een serie van vijftien documentaires in 1977 bij de Nederlandse Omroep Stichting (N.O.S.), waarin verschillende aspecten van de Nederlandse geschiedenis belicht worden aan de hand van historische reconstructies, prenten, schilderijen, foto's en manuscripten. De serie werd per aflevering begeleid door een 32 pagina's tellende brochure, met uitvoerige tekst en illustratie. Die brochures konden dan weer in een speciale 'opbergband' op de manier van Openbaar Kunstbezit tot een boek worden samengebonden, later opnieuw uitgegeven door o.a. Uitgeverij Het Spectrum.
Volgens berekeningen hadden er sinds het begin 58 miljoen mensen gewoond op het gebied dat het huidige Nederland omvat, exclusief koloniën. De serie behandelde niet zozeer de geschiedenis zoals deze toentertijd op school onderwezen werd maar ging vooral in op de manier waarop de gewone mens leefde en zijn/haar omgeving beleefde. 

## Afleveringen
- 58 miljoen Nederlanders en hun strijdmacht
- 58 miljoen Nederlanders en hun ziekten
- 58 miljoen Nederlanders en de mooie natuur
- 58 miljoen Nederlanders en hun voedsel
- 58 miljoen Nederlanders en de lagere school
- 58 miljoen Nederlanders en misdaad en straf
- 58 miljoen Nederlanders en de textielnijverheid
- 58 miljoen Nederlanders en hun behuizing
- 58 miljoen Nederlanders en hun bejaarden
- 58 miljoen Nederlanders en de zeevaart
- 58 miljoen Nederlanders en de erotiek
- 58 miljoen Nederlanders en de landbouw
- 58 miljoen Nederlanders en hun kunstenaars
- 58 miljoen Nederlanders en hun leiders
- 58 miljoen Nederlanders in andermans ogen